# Vítor Oliveira
Vítor Manuel Carvalho Oliveira (Cabeceiras de Basto, Portugal, 15 de marzo de 2000), también conocido como Vitinha, es un futbolista portugués que juega como delantero en el Genoa C. F. C. de la Serie A, cedido por el Olympique de Marsella de la Ligue 1.

## Trayectoria
Nació en Cabeceiras de Basto, Distrito de Braga. En su primera temporada como profesional, 2020-21, marcó nueve goles en sólo 11 partidos con el S. C. Braga "B" en el Campeonato de Portugal.
El 18 de enero de 2021 firmó un contrato profesional hasta 2024. Debutó en la Primeira Liga el 28 de febrero, sustituyendo a Abel Ruiz en la victoria a domicilio por 2-1 contra el C. D. Nacional.
Marcó su primer gol en la primera división portuguesa el 25 de octubre de 2021, el único en el encuentro en el Gil Vicente F. C. Al mes siguiente, en la cuarta ronda de la Copa de Portugal, marcó cuatro goles en la victoria por 6-0 en casa contra el C. D. Santa Clara; completó su hat-trick en los primeros 15 minutos del partido.
El 30 de diciembre de 2021 marcó tres goles en la primera parte de un eventual 6-0 a domicilio contra el F. C. Arouca. El 10 de marzo siguiente, de nuevo tras haber sustituido a Ruiz, cerró la derrota en casa por 2-0 ante el A. S. Monaco F. C. en los octavos de final de la Liga Europa de la UEFA con un cabezazo en el minuto 89.
El 13 de octubre de 2022 marcó tres goles en el empate a 3-3 a domicilio contra el Royale Union Saint-Gilloise en la fase de grupos de la Europa League.
El último día del periodo de traspasos de enero de 2023 firmó un contrato de cuatro años y medio con el Olympique de Marsella, y la cifra de 32 millones de euros batió el récord anterior del Braga, de 31 millones de euros, cuando el F. C. Barcelona compró a Francisco Trincão tres años antes. Debutó en la Ligue 1 el 5 de febrero, jugando la primera parte de una derrota por 1-3 en casa contra el O. G. C. Niza. Marcó sus primeros goles el 16 de abril, con un doblete en la victoria por 3-1 contra el E. S. Troyes A. C.
El 1 de febrero de 2024 fichó por el Genoa C. F. C. en calidad de cedido con opción de compra.

## Selección nacional
Debutó con la selección sub-21 de Portugal el 16 de noviembre de 2021, sustituyendo a Gonçalo Ramos a la hora de juego de la victoria por 6-0 ante Chipre en la clasificación para la Eurocopa Sub-21 de 2023. Marcó tres veces durante esa etapa, en las victorias a domicilio contra Bielorrusia (5-1) y Liechtenstein (9-0).
En octubre de 2022 fue incluido en la lista preliminar de 55 convocados para la Copa Mundial de Fútbol de 2022.

## Estilo de juego
Delantero completo, con fuerza física, que le permite destacar en la protección del balón y en los giros para atacar la portería, posee también velocidad con y sin balón, movilidad y un buen sentido posicional.

## Estadísticas

### Clubes
Actualizado al último partido disputado el 5 de octubre de 2024.
| Club                          | Div.          | Temporada     | Liga  | Liga  | Liga   | Copas nacionales | Copas nacionales | Copas nacionales | Copas internacionales | Copas internacionales | Copas internacionales | Total | Total | Total  |
| Club                          | Div.          | Temporada     | Part. | Goles | Asist. | Part.            | Goles            | Asist.           | Part.                 | Goles                 | Asist.                | Part. | Goles | Asist. |
| ----------------------------- | ------------- | ------------- | ----- | ----- | ------ | ---------------- | ---------------- | ---------------- | --------------------- | --------------------- | --------------------- | ----- | ----- | ------ |
| S. C. Braga "B" Portugal      | 4.ª           | 2020-21       | 11    | 9     | 0      | —                | —                | —                | —                     | —                     | —                     | 11    | 9     | 0      |
| S. C. Braga "B" Portugal      | 3.ª           | 2021-22       | 4     | 4     | 0      | —                | —                | —                | —                     | —                     | —                     | 4     | 4     | 0      |
| S. C. Braga "B" Portugal      | Total club    | Total club    | 15    | 13    | 0      | 0                | 0                | 0                | 0                     | 0                     | 0                     | 15    | 13    | 0      |
| S. C. Braga Portugal          | 1.ª           | 2020-21       | 1     | 0     | 0      | 0                | 0                | 0                | 0                     | 0                     | 0                     | 1     | 0     | 0      |
| S. C. Braga Portugal          | 1.ª           | 2021-22       | 24    | 7     | 2      | 5                | 6                | 0                | 9                     | 1                     | 0                     | 38    | 14    | 2      |
| S. C. Braga Portugal          | 1.ª           | 2022-23       | 17    | 7     | 2      | 5                | 2                | 0                | 5                     | 4                     | 1                     | 27    | 13    | 3      |
| S. C. Braga Portugal          | Total club    | Total club    | 42    | 14    | 4      | 10               | 8                | 0                | 14                    | 5                     | 1                     | 66    | 27    | 5      |
| Olympique de Marsella Francia | 1.ª           | 2022-23       | 14    | 2     | 0      | 2                | 0                | 0                | 0                     | 0                     | 0                     | 16    | 2     | 0      |
| Olympique de Marsella Francia | 1.ª           | 2023-24       | 18    | 3     | 2      | 2                | 0                | 0                | 7                     | 1                     | 0                     | 27    | 4     | 2      |
| Olympique de Marsella Francia | Total club    | Total club    | 32    | 5     | 2      | 4                | 0                | 0                | 7                     | 1                     | 0                     | 43    | 6     | 2      |
| Genoa C. F. C. · Italia       | 1.ª           | 2023-24       | 9     | 0     | 0      | 0                | 0                | 0                | —                     | —                     | —                     | 9     | 0     | 0      |
| Genoa C. F. C. · Italia       | 1.ª           | 2024-25       | 7     | 0     | 0      | 2                | 0                | 0                | —                     | —                     | —                     | 9     | 0     | 0      |
| Genoa C. F. C. · Italia       | Total club    | Total club    | 16    | 2     | 0      | 2                | 0                | 0                | 0                     | 0                     | 0                     | 18    | 2     | 0      |
| Total carrera                 | Total carrera | Total carrera | 105   | 34    | 6      | 16               | 8                | 0                | 21                    | 6                     | 1                     | 142   | 48    | 7      |